# PAL-60
PAL-60 ist ein Wiedergabemodus bei neueren europäischen Videorekordern, vielen europäischen DVD-Spielern und einigen europäischen Modellen von Spielkonsolen, bei welchem Medien im amerikanischen bzw. japanischen NTSC-Format zwar mit der für NTSC vorgesehenen Zeilenzahl und der NTSC-typischen 60-Hertz-Halbbildrate, jedoch mit der europäischen PAL-Farbkodierung abgespielt werden. Dies ist ohne eine aufwendige und fast immer qualitätsreduzierende vollständige Normwandlung möglich, da auf VHS-Kassetten und DVDs die Helligkeits- und Farbinformationen unabhängig voneinander gespeichert sind und die NTSC- bzw. PAL-Kodierung der Farbinformation ohnehin erst im Abspielgerät erzeugt wird. Die Überlegung hinter PAL-60 ist die, dass die europäischen PAL-Fernsehgeräte zwar oft in der Lage sind, 60-Hertz-Signale darzustellen, jedoch nicht unbedingt über einen NTSC-Dekoder verfügen, wodurch bei Einsatz von NTSC-Farbkodierung das Bild schwarzweiß dargestellt würde.
Die meisten für PAL vorgesehenen Fernsehgeräte, die ab Mitte der 1980er-Jahre gebaut wurden, sind auch in der Lage, PAL-60 wiederzugeben. Bei manchen Geräten wird das Bild auf 5/6 der Bildhöhe zusammengedrückt, so dass das Bild gestaucht erscheint und am oberen und unteren Bildschirmrand Störungen und schwarze Balken sichtbar werden; teilweise kann dies durch eine Veränderung der Bildhöhe (über Regler oder im Servicemenü des Geräts) behoben werden. Je neuer jedoch das Gerät ist, desto größer ist auch die Chance, dass die PAL-60-Wiedergabe völlig einwandfrei ist.
Lediglich bei ganz alten PAL-Geräten (aus den 1970er-Jahren und davor) „läuft“ ein PAL-60-Bild „durch“, und man muss dies mittels des V-HOLD-Reglers am Fernseher von Hand korrigieren, oder es ist gar keine brauchbare Wiedergabe von PAL-60 möglich.
PAL-60 kann gewöhnlich nicht sinnvoll weiterverarbeitet werden, insbesondere von den meisten Videorekordern oder DVD-Rekordern nicht aufgezeichnet werden – und zwar weder von NTSC- noch von PAL-Geräten. Ein weiterer Nachteil von PAL-60 gegenüber echtem PAL und echtem NTSC ist, dass die Farbträger-Frequenz nicht mehr so gut auf die Zeilen- und Bildfrequenz abgestimmt ist, daher kann bei farbigen Flächen ein stärkeres Kantenflimmern und ein merklicheres „durchlaufen“ von feinen Musterstrukturen sichtbar werden. Es handelt sich also nur um eine Notlösung, um mit PAL-Fernsehgeräten Signale darzustellen, die in NTSC vorliegen.
Bei PAL-60 werden wie bei NTSC 525 Zeilen je Vollbild übertragen, von denen jedoch nur ca. 480 sichtbar sind. Zum Vergleich: Bei PAL-50 werden 625 Zeilen je Vollbild übertragen, von denen ca. 576 Zeilen sichtbar sind.
PAL-60 sollte nicht verwechselt werden mit dem brasilianischen Fernsehsystem PAL-M, da bei diesem der Farbhilfsträger statt der PAL-üblichen 4,43 MHz nur 3,58 MHz wie beim echten NTSC beträgt. Ein solches Signal würde auf einem europäischen PAL-Fernseher genauso farblos erscheinen wie ein NTSC-Signal.
Das Gegenstück zu PAL-60 ist NTSC-50. Dieses kann verwendet werden, um europäische Medien auf amerikanischen oder japanischen Fernsehgeräten wiederzugeben. Jedoch ist die Nachfrage nach europäischen Medien in den USA und Japan wesentlich geringer als in umgekehrter Richtung, so dass NTSC-50 in der Praxis nur eine geringe Rolle spielt.

## Alternativen
Viele noch etwas neuere PAL-Fernsehgeräte (je nach Hersteller ab etwa dem Baujahr 2000 bis 2005) sind multinormfähig, das heißt, sie enthalten einen Decoder, der auch ein echtes NTSC-Signal korrekt verarbeiten kann. In diesem Fall sollte statt PAL-60, wenn möglich, direkt NTSC verwendet werden. Bei vielen DVD-Playern kann dies über das eingebaute Menü ausgewählt werden. Videorekorder bieten diese Möglichkeit meist nicht.
Wie bereits erwähnt, liegt die Bildinformation auf dem Medium bereits komponentenweise vor. Die Farbinformation im Abspielgerät analog in das Schwarzweißbild hineinzukodieren, nur um beides gleich darauf im Fernsehgerät wieder zu trennen, ist unnötig und reduziert deutlich die Bildauflösung. Sinnvoller ist es daher, statt eines Cinch- oder gar Antennenkabels ein vollbeschaltetes Scart-Kabel zu verwenden und beide Geräte in den RGB-Modus umzuschalten (die Umschaltung des Fernsehers kann durch das Abspielgerät gesteuert werden, so dass der Nutzer nur letzteres selbst umschalten muss).
Bei voller Nutzung von HDTV – also wenn ein hochauflösendes Medium wie etwa eine Blu-ray disc auf einem mittels HDMI angeschlossenen, ebenfalls hochauflösenden Bildschirm wiedergegeben wird – gibt es die Unterscheidung zwischen NTSC und PAL überhaupt nicht mehr, daher ergibt sich die ganze Problematik in diesem Fall nicht.